# Freney (Zakrzówek)
Freney – część muru skalnego w północno-wschodniej części Zakrzówka w Dzielnicy VIII Dębniki w Krakowie. Uprawiana jest na nim wspinaczka skalna. Mur znajduje się na terenie uroczyska Skałki Twardowskiego będącego jednym z terenów rekreacyjnych Krakowa. Wspinanie odbywa się tutaj na skałach będących pozostałością dawnego kamieniołomu Kapelanka. Freney znajduje się w odcinku muru o długości niespełna 50 m, około 100 metrów na zachód od Baby Jagi i Szarej Ścianki.
Zakrzówek to historyczny rejon wspinaczkowy, wspinano się tutaj już ponad 100 lat temu. Wspinała się tutaj m.in. czołówka krakowskich wspinaczy w latach 70. i 80. XX wieku. Freney zaś to na Zakrzówku jedna z najbardziej popularnych skał wspinaczkowych, w odróżnieniu bowiem od innych ścian kamieniołomu Kapelanka, Freney cechuje się solidnymi chwytami bez kruszyzny. Ma wysokość do 24 m, ściany pionowe lub miejscami przewieszone. Znajduje się na terenie otwartym. Ściana wspinaczkowa o wystawie zachodniej. Do 2019 roku wspinacze poprowadzili na Freneyu 24 drogi wspinaczkowe o trudności od IV do VI.5+ w skali polskiej. Niemal wszystkie mają zamontowane punkty asekuracyjne w postaci ringów (r), spitów (s) i stanowisk zjazdowych (st).

## Drogi wspinaczkowe
1. Zacięcie wiewiórek VI+, 23 m (6r+st),
2. Kant Freneya VI.2+, 23 m (8r+st),
3. Kobzdura VI.5/5+, 24 m (8r+st),
4. Klaustrofobia VI.5+, 25 m (8r+st),
5. Super nity V.5, 25 m (10r+st),
6. Lewe nity VI.4+, 24 m (8r+st),
7. Nity VI.4, 24 m (7r+st),
8. Nity z prostowaniem VI.4+, 24 m (9r+st),
9. Potępienie VI.5, 24 m (10r+st),
10. Freney VI.2+, 24 m (9r+st),
11. Nie ma bata VI.4/4+, 24 m (8r+st)
12. Płomień i bat VI.5+, 24 m (8r+st),
13. Zacięcie Freneya VI.3, 24 m (8r+st),
14. Galapagos VI.5/5+, 22 m (7r+st),
15. Kalcytówka VI.2+, 22 m (4r+st),
16. Baby sitting VI.4/4+, 22 m (7r+st),
17. Kalcytówka wprost VI.4+, 22 m (7r+st),
18. Filar narożny VI.2, 22 m (8r+st),
19. Warianty sztabowe VI.1, 24 m (9r+st),
20. Amerykańska rysa VI+, 24 m,
21. Tylko dla niepalących VI.2, 8 m (1s),

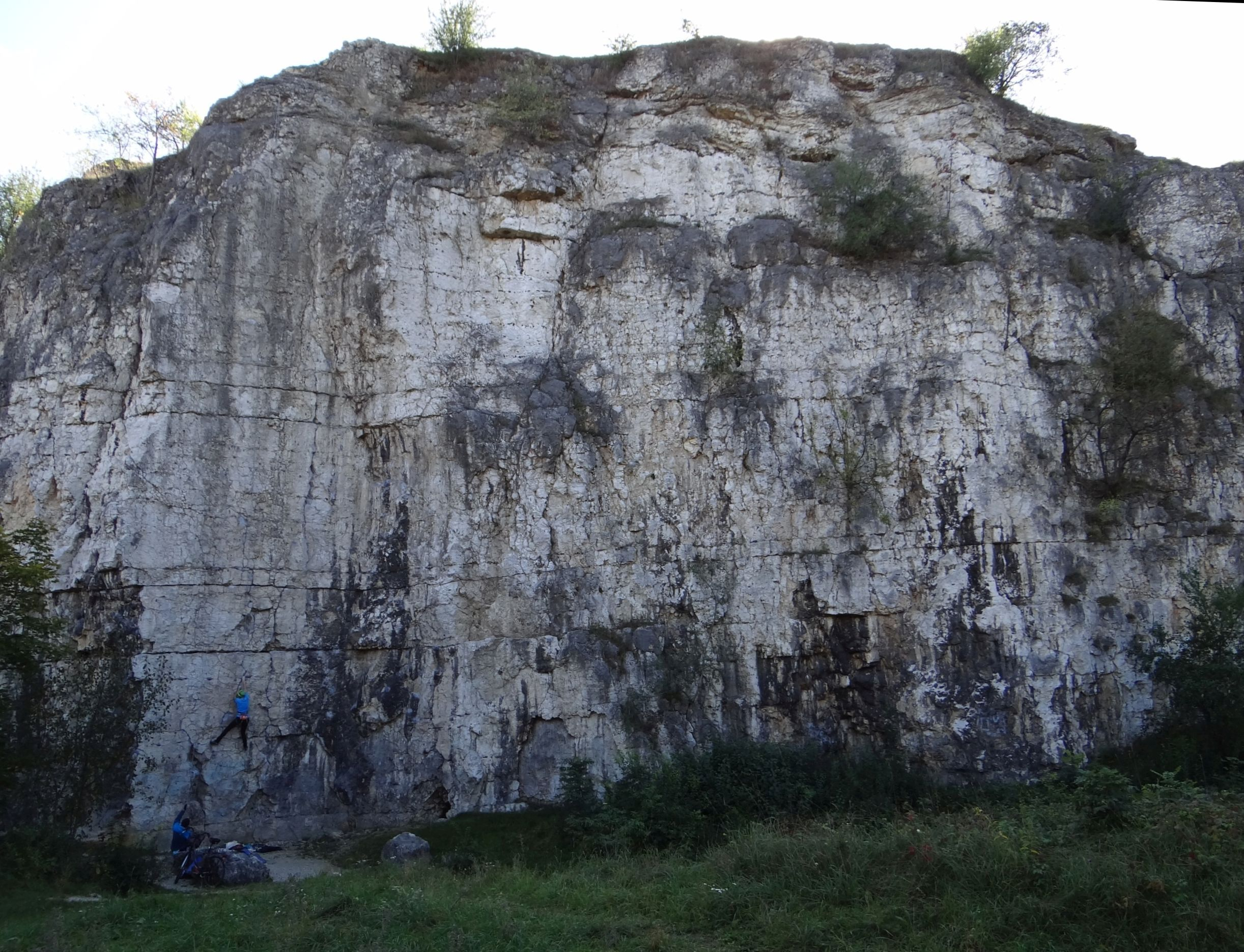
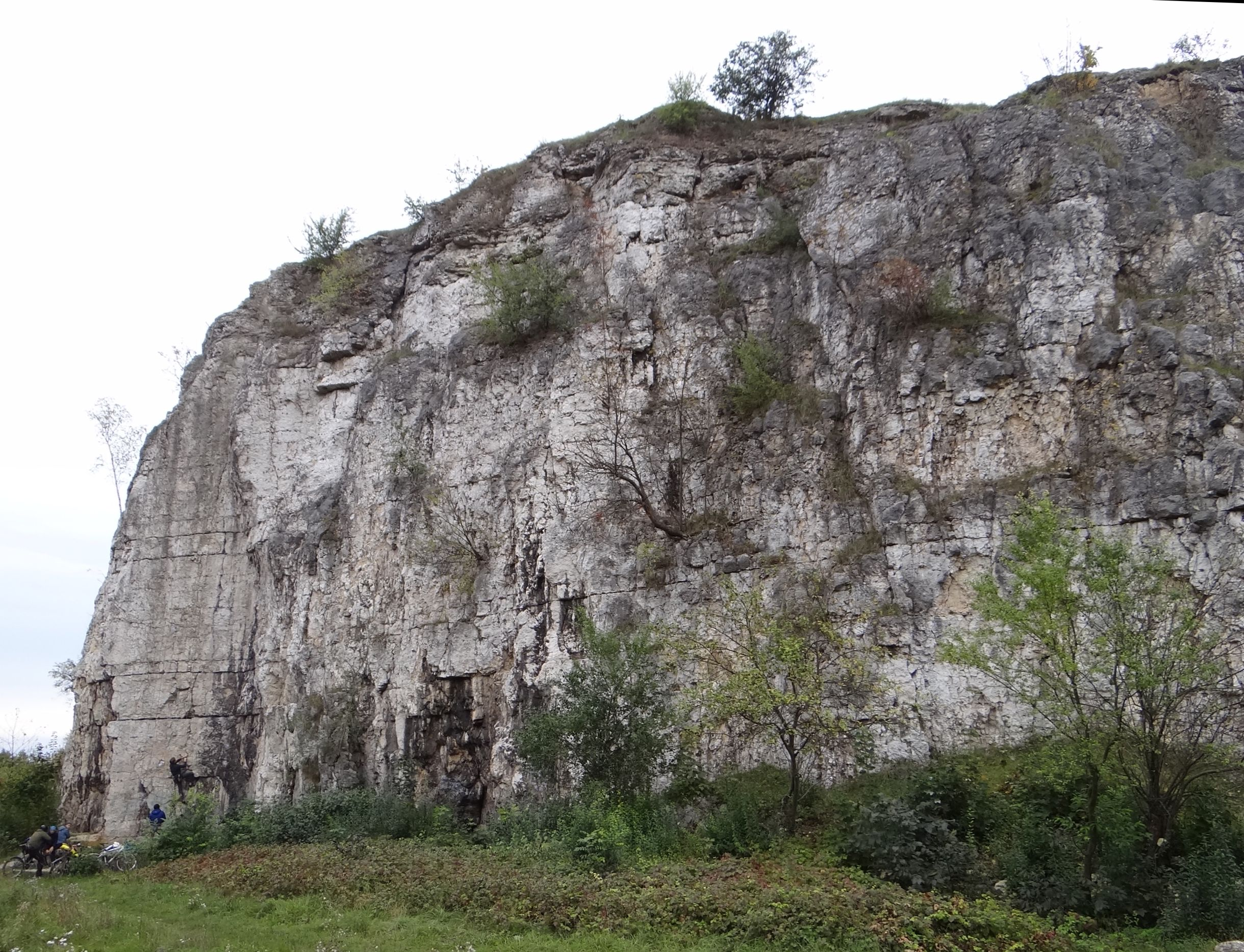
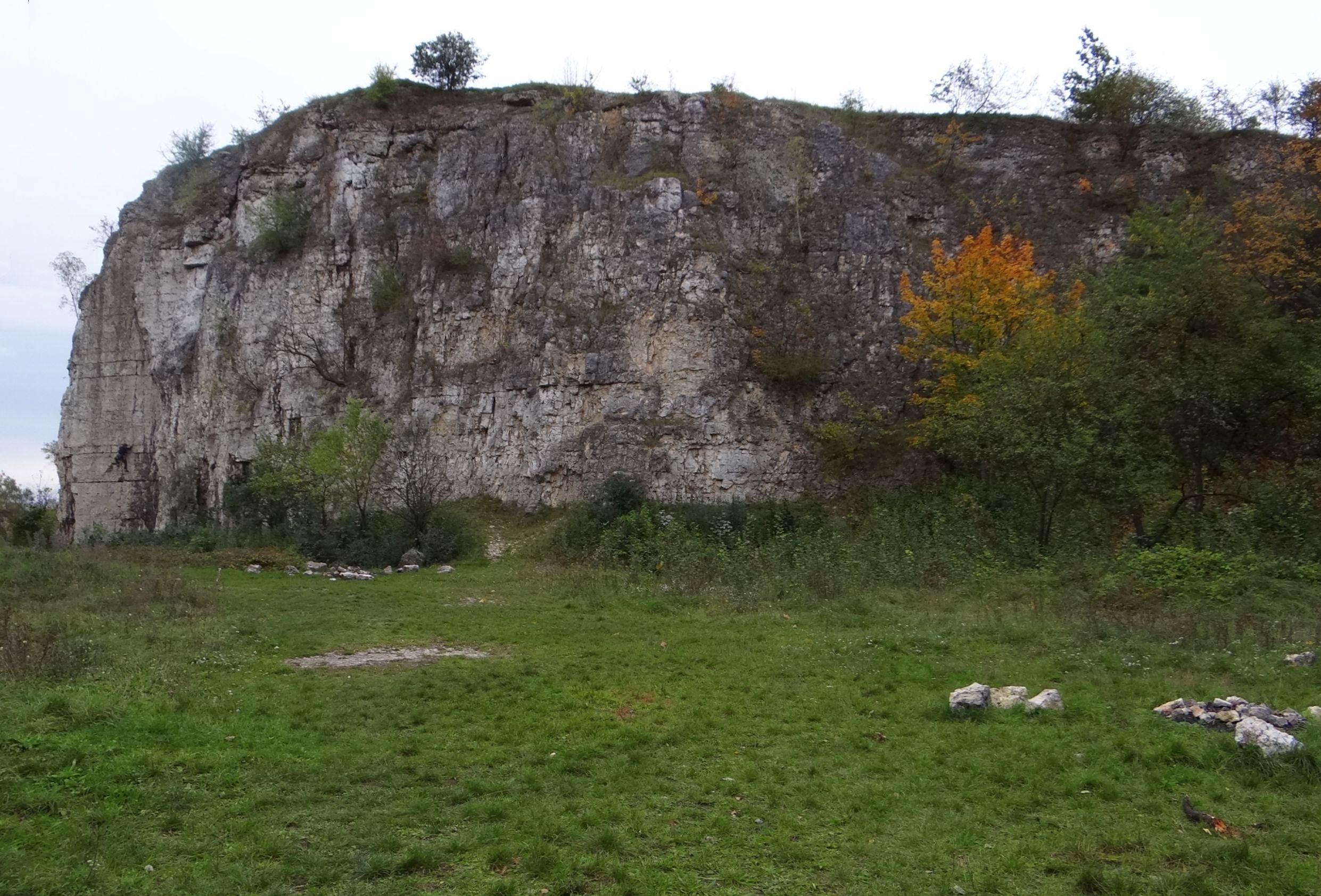
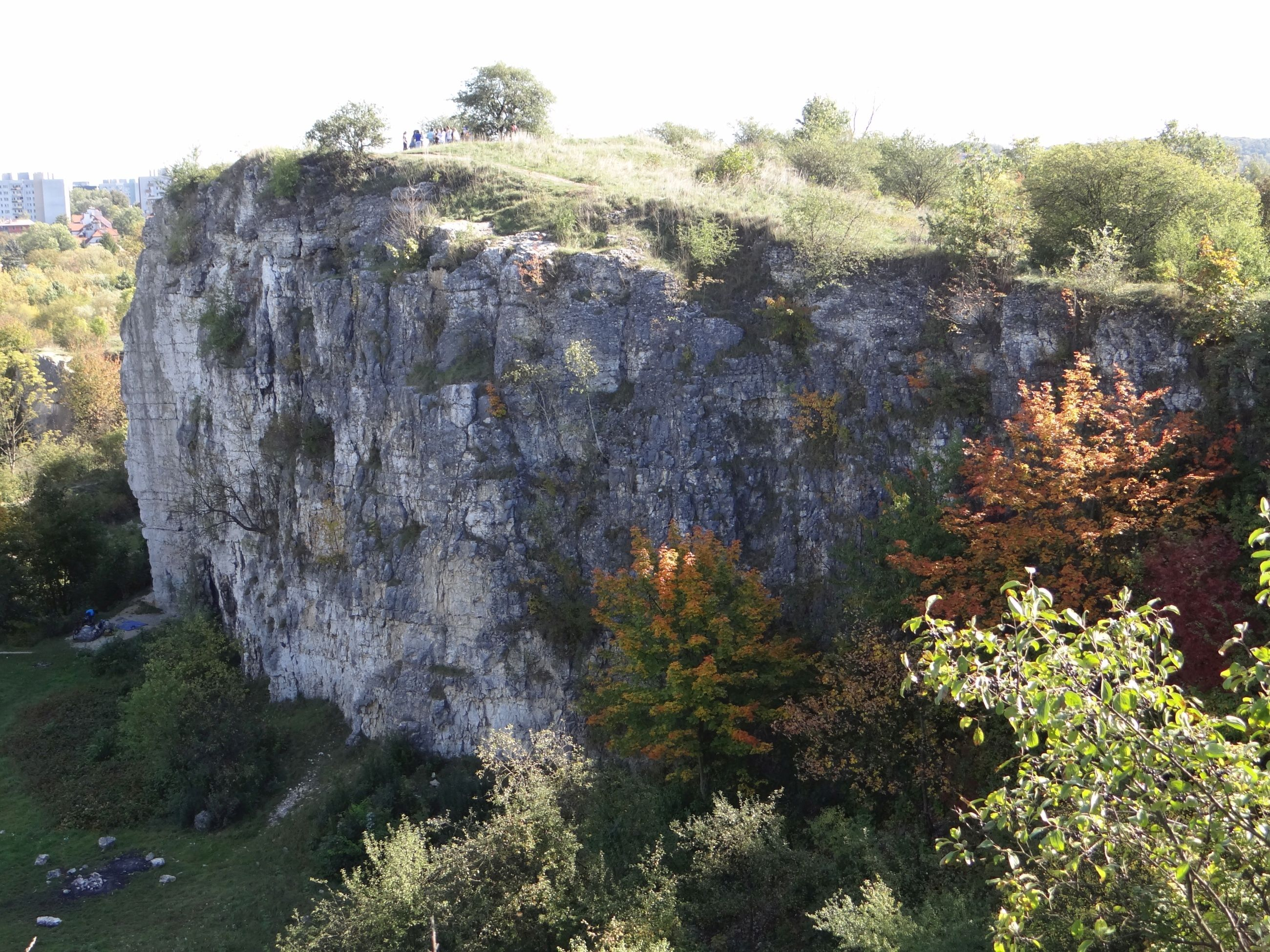
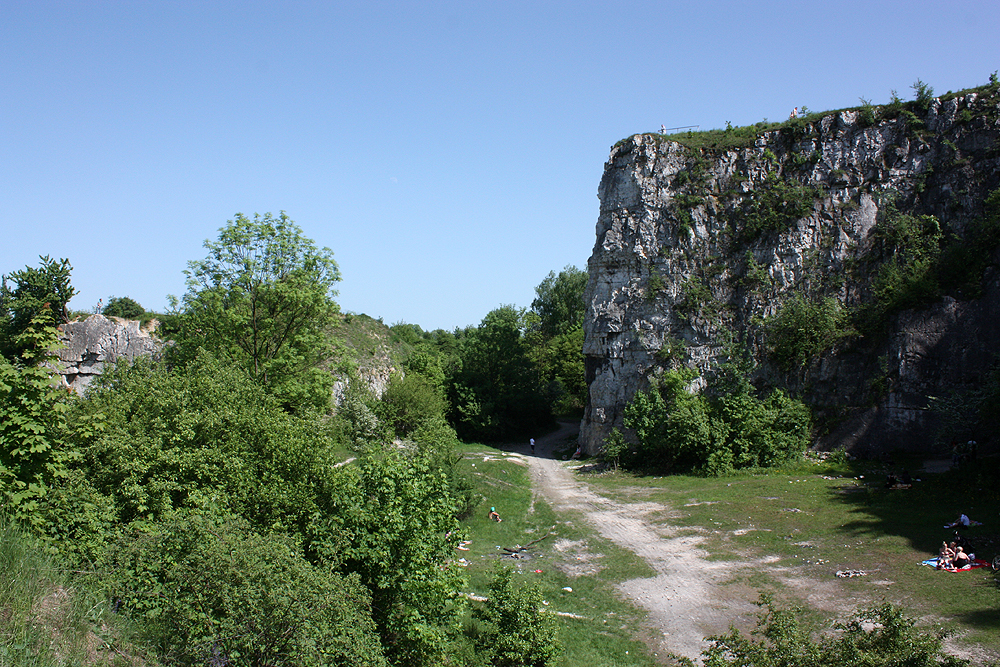

22. Lewe pięterko V+, 24 m (5r+st),
23. Prawe pięterko IV, 24 m (3r+st),
24. Kruchy filarek VI, 24 m (st)[3].